# Gora Srezannaja
Gora Srezannaja (englische Transkription von russisch Гора Срезанная Gora Sresannaja, deutsch ‚Abgeschnittener Berg‘) ist ein Nunatak in den Prince Charles Mountains des ostantarktischen Mac-Robertson-Lands. Er ragt am südwestlichen Ende des Tals Dolina Skalistye Vorota südöstlich des Geysen-Gletschers auf.
Russische Wissenschaftler benannten ihn.